# Goodenia decursiva
Goodenia decursiva är en tvåhjärtbladig växtart som beskrevs av Fitzger. Goodenia decursiva ingår i släktet Goodenia och familjen Goodeniaceae. Inga underarter finns listade i Catalogue of Life.